# Séparation de Bâle

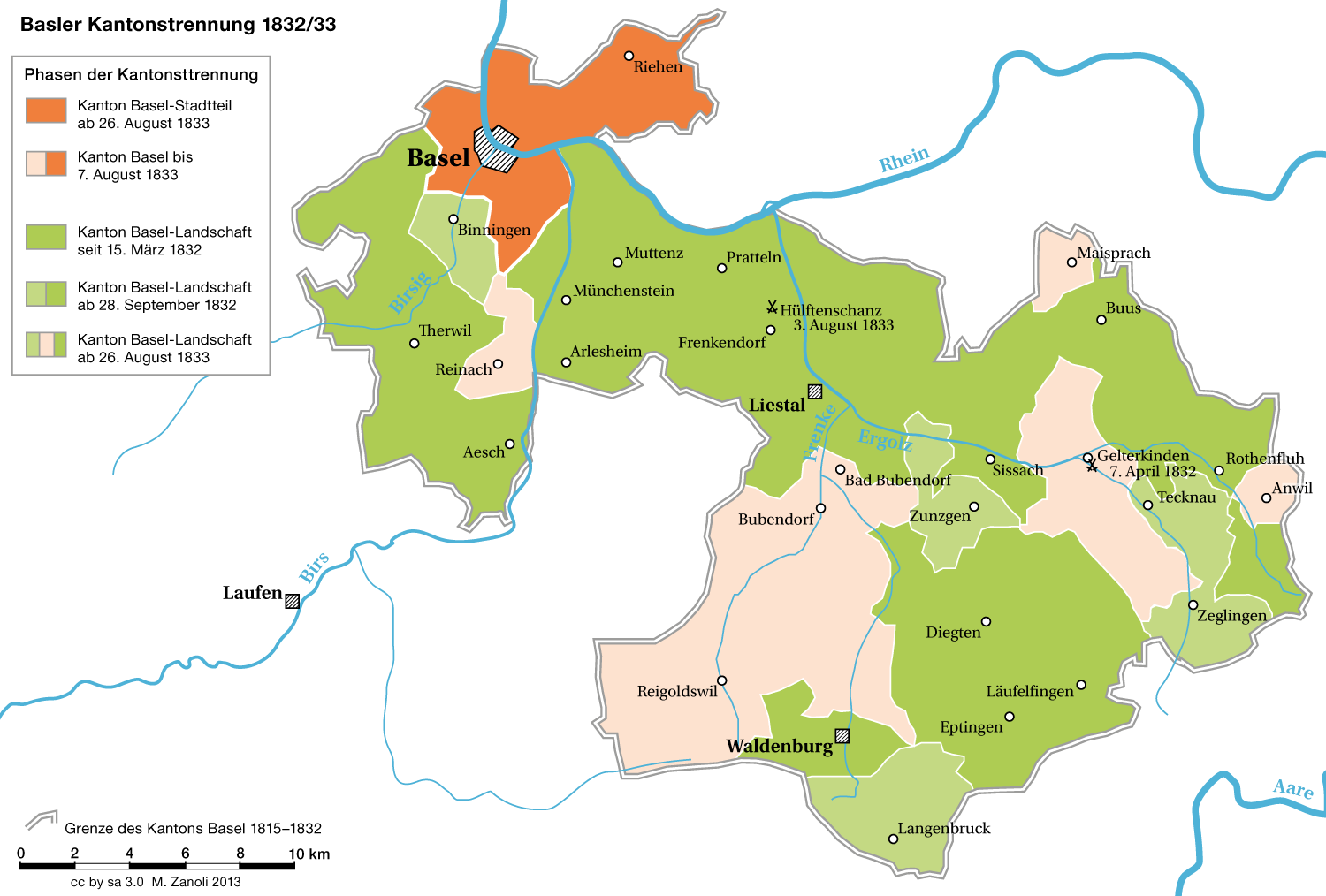
Carte de la séparation des cantons de Bâle en 1832/33.

La séparation de Bâle eut lieu le 26 aout 1833 et désigne la division du canton de Bâle, en Suisse, en deux nouveaux cantons : de Bâle-Ville et de Bâle-Campagne.
Elle trouve son origine dans de nombreuses tensions qui existaient entre les paysans de la région et les habitants de la ville de Bâle, pour des questions d’égalité. Les campagnards, s’inspirant des contestations dans d’autres cantons, se révoltèrent alors dans un violent conflit qui perdura pendant plusieurs années.

## Contexte politique
Au XIXe siècle, le canton de Bâle est séparée en plusieurs districts. Le pouvoir législatif est détenu par un Grand Conseil de 135 personnes. En 1814, la constitution y attribue plus de sièges aux citadins qu’aux paysans, alors que ces derniers sont majoritaires dans le canton. Ils sont très mécontents, car étant déjà désavantagés fiscalement et industriellement, ils n’ont pas autant de pouvoir que ce qu’ils devraient. Sur la base de ces inégalités, les tensions augmentent pendant une quinzaine d’années.

## Causes et déroulement de la séparation
En juillet 1830, se déroule à Paris une mini-révolution contre la politique réactionnaire du roi Charles X. Les paysans et basses classes du canton de Bâle sont inspirés par cette révolte et quarante paysans déposent une pétition pour vaincre les inégalités. Une initiative est votée et acceptée, mais elle ne rétablit pas un nombre de conseillers proportionnel à la population. Les campagnards sont de plus en plus contrariés, jusqu’à fin 1830, lors de la réception de leur feuille d’impôts. En effet, sur celle-ci n’apparaissent pas les baisses espérées, et les paysans organisent des réunions populaires.
Le bâlois Stefan Gutzwiller, chef des campagnards, quitte la ville et s’installe un peu plus au sud, à Liestal. Avec le soutien de la majorité des communes des alentours, il y fonde un gouvernement provisoire composé de 14 personnes. Bâle réagit militairement et envoie des troupes, qui entrent à Liestal le 16 janvier 1831. Le calme est rétabli dans la ville, mais les chefs opposants réussissent à s’enfuir.
Après ces événements, la révision de la Constitution cantonale continue. Le Grand Conseil décide une fois de plus de ne pas instaurer un nombre de députés proportionnel au nombre d’habitants entre la ville et la campagne. Pour voter, il faut désormais une certaine fortune. Les campagnards sont à nouveau désavantagés, mais ils ne se soulèvent pas. Cependant, le 8 février 1831, une loi pour punir les chefs du soulèvement de janvier est appliquée, et Stefan Gutzwiller écope de 6 ans de prison. Les non-citadins sont indignés : 32 grands-conseillers de la campagne démissionnent, et les protestations reprennent de plus belle en août, à la suite de Émile Frey de Münchenstein. Lors de ce soulèvement, les campagnards organisent une propagande pour la séparation de la ville et de la campagne et créent un projet de constitution. Leurs volontés sont : la destruction des murs de la ville et la suppression de son armée, une totale égalité des droits et le déplacement des autorités au milieu du canton, donc dans la campagne. Le but était surtout d’empêcher Bâle d’opérer militairement dans la région. En réponse à ce soulèvement, la ville organise une expédition chez les contestataires. Les paysans subissent des pertes plus importantes que la ville, sans que l'ordre ne soit rétabli. La diète fédérale décide une intervention militaire qui ne parvient pas à réconcilier les deux fractions.
Le gouvernement de Bâle décide de faire voter la séparation à la population le 23 novembre. Le résultat ne correspond pas a l’opinion réelle de la population, car ceux qui veulent la séparation s’abstiennent : le projet est refusé à 4667 voix contre 802. En réponse à ce résultat, les autorités décident que l’administration publique sera supprimée dans tous les villages s’étant prononcés pour la séparation, ou neutres. Le 15 mars 1832, cela s’applique, mais toutes ces communes se réunissent et « créent » le canton de Bâle-Campagne. Elles instaurent une constitution qui garantit la liberté d’expression, de conscience, et bien d’autres.
Ce nouveau canton ne comprend cependant pas tous les villages de la région. Du coup, la ville et la campagne travaillent à avoir le plus d’adhérents possible pendant les mois qui suivent. Enfin, le 14 septembre, la séparation partielle est prononcée, mais une fusion future n’est pas exclue. La fortune de l’État est partagée entre les deux cantons, et chacun d’entre eux obtient une demi-voix à la Diète (l’assemblée fédérale). Entre 1832 et 1833, la situation reste très tendue: les habitants de Bâle tentent de réunir les deux cantons, alors que ceux de Bâle-Campagne militent pour une séparation totale.
À Zurich, le gouvernement veut débloquer la situation : il organise une conférence le 5 août 1833. Les deux cantons sont d’accord d’envoyer des représentants, jusqu’à 6 jours avant ladite date. En effet, le canton de Schwytz est en butte à des difficultés semblables à celles de Bâle et fait occuper la ville de Küssnacht militairement. Les campagnards de Bâle-Campagne prennent peur, et refusent d’envoyer un délégué à Zurich. Pendant les jours qui suivent, les deux Bâle ont peur de se faire attaquer par l’autre.
La situation est bloquée, et Bâle-Ville doit protéger les villages qui lui sont toujours alliés. Du coup, le 3 août 1833, la ville attaque Liestal avec environ 800 soldats et de nombreuses armes. C’est un cuisant échec, puisque les campagnards les chassent dans la forêt. La ville subit de lourdes pertes, dont des haut gradés de leur armée. Les dernières communes encore ralliées à Bâle-ville ne se sentent plus protégées, et se rangent du côté de la campagne. Le 26 août, la Diète fédérale déclare la séparation totale et officielle, mais laisse la possibilité d’une réunification future si les deux parties y consentent.
Les propriétés de l’état sont partagées entre les deux parties en fonction de leur population: ⅔ reviennent à la campagne, qui est bien plus importante en termes de population.

## Conséquences
À Bâle-Campagne, les débuts sont difficiles. Les bourgeois de la campagne ne sont pas habitués à gouverner, donc il manque un grand nombre de personnes pour organiser le canton. Cependant, cette situation s’arrange d’elle-même après quelques années/mois, puisque des gens plus qualifiés pour cela finissent par venir vivre dans le canton.
De plus, la campagne ne possède pas ou peu d’industries. La plupart des gens sont des paysans, ouvriers, agriculteurs ou artisans. Par conséquent, les salaires sont peu élevés et l’État peu riche. Les infrastructures manquent, mais la situation se stabilise lentement. La région en banlieue de Bâle est industrialisée, et des accords sur le commerce sont établis avec la ville.
À Bâle-Ville, le problème est surtout le peu d’autonomie qu’elle possède. Elle est très industrialisée, et ne crée pas de produits agricoles. Elle est donc obligée de s’accorder avec la campagne pour subsister, malgré les conflits des dernières années. Les deux demi-cantons sont donc restés très dépendants l'un de l'autre malgré la séparation.

### Sources
- Sources Brassel, Dictionnaire historique de la Suisse, Hauterive: éditions Gilles Attinger, 2014
- Matthias Manz, Dictionnaire historique de la Suisse, Hauterive: éditions Gilles Attinger, 2014
- G. Binz, Dictionnaire historique et biographique de la Suisse, Neuchâtel: Victor Attinger(éditeur), 1921